# Saint Kitts
Saint Kitts, eller Saint Christopher, är en ö i Västindien. Tillsammans med ön Nevis bildar den staten Saint Kitts och Nevis. Ön är belägen ungefär 2 100 km sydost om Miami, Florida i USA. Den har en area på ungefär 168 km². Den har en befolkning på ungefär 34 000 (2014) där majoriteten är av afrikanskt ursprung. Det huvudsakliga språket är engelska, men det finns fortfarande folk som pratar franska. Läs- och skrivkunnigheten ligger på ungefär 98 procent (2013). Invånarna kallar sig själva för kittitians (aldrig kittians).
Huvudstad och största stad i nationen är Basseterre med ett invånarantal av 13 300 (2012).

## Historia
Saint Kitts upptäcktes av Columbus den 12 november 1493 och  namngavs då till Isla de San Jorge. Engelska kolonister, som anlände 1623, kallade den emellertid Saint Kitts. År 1627 började också fransmän slå sig ner på ön, men i freden i Utrecht 1713 tillföll den England.
År 1882 förenades den administrativt med de närliggande öarna Nevis och Anguilla och den lilla Sombrero till kolonin Saint Christopher-Nevis-Anguilla, som i februari 1967 fick full självstyrelse.